# (32136) 2000 LN18
2000 LN18 (asteroide 32136) é um asteroide da cintura principal. Possui uma excentricidade de 0.06306770 e uma inclinação de 7.40040º.
Este asteroide foi descoberto no dia 8 de junho de 2000 por LINEAR em Socorro.